# Cayo Sempronio Bleso (tribuno de la plebe)
Cayo o Gayo Sempronio Bleso  fue un político y militar romano del siglo III a. C. perteneciente a la gens Sempronia.

## Familia
Bleso fue miembro de los Sempronios Blesos, una rama familiar plebeya de la gens Sempronia. Fue hijo de Cayo Sempronio Bleso, dos veces cónsul, hermano de Tiberio Sempronio Bleso y padre de Cayo Sempronio Bleso y Publio Sempronio Bleso.

## Carrera pública
En el año 211 a. C., siendo tribuno de la plebe, llevó a juicio a Cneo Fulvio Flaco, acusado de perduellio, tras la derrota que sufrió este en la batalla de Herdonia, Apulia, en la que se perdieron más de veinte mil soldados entre muertos y prisioneros. Al año siguiente, fue legado del dictador Quinto Fulvio Flaco, quien lo envió a Etruria para sustituir a Cayo Calpurnio Pisón.